# Numa Pompilius

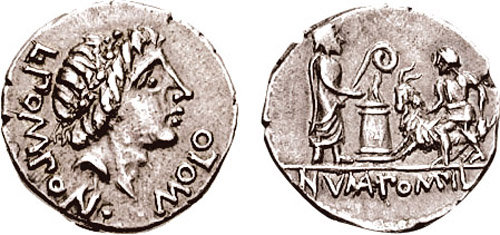
Denár Pomponila Mola, na rubu Numa Pompilius. Nápisy: L.POMPON.MOLO, na rubu NVMA.POMPIL (97 př. n. l.)

Numa Pompilius (údajně 750–672 př. n. l.) byl legendární druhý římský král, nástupce Romulův. Podle pozdějších římských historiků měl panovat v letech 715–672 př. n. l., město upevnil, sjednotil a zvelebil. Na rozdíl od bojovného Romula se snažil zjemnit římské mravy, podporoval přísné dodržování hranic a mezí a velmi se zasloužil o bohoslužbu.

## Prameny
Nejstarší zprávy o Numovi pocházejí ze 3. stol. př. n. l. a vydatnější až z poměrně pozdních pramenů klasické doby, jako je Livius († 17) nebo Plútarchos († 127). Ti sice nepochybně čerpali ze starších zdrojů, jejich zprávy však mají legendární povahu a někde patrně jen vysvětlují pozdější zvyky a skutečnosti (etiologie).

## Život a působení
Numa žil se svou ženou v Cures v zemi Sabinů a po smrti Romulově teprve na naléhání svého tchána, sabinského krále Tita Tatia a přátel přijal nabídku stát se králem Říma. Ve snaze omezovat násilí zrušil Romulovu třistačlennou osobní stráž (celeres, tj. „rychlí“) a všemožně podporoval náboženství včetně ochrany mezí. Na Kapitolu postavil chrám bohyni Fides, strážkyni daného slova. Proměnil Řím v souvislé sídlo, obyvatele zařadil do řemeslných cechů a okolní sedláky organizoval do okresů (pagus). Zakázal krvavé oběti, kultu bohyně Vesty a jejím vestálkám dal pevný řád a vybudoval chrám boha Janua. Reorganizoval také kněžstvo a založil třídu fetiálů, kteří jediní měli právo vyhlašovat válku. Romulův desetiměsíční kalendář doplnil na dvanáctiměsíční (tj. patrně zahrnul i dva zimní měsíce), stanovil svátky a soudní dny. O svých ustanoveních tvrdil, že vznikala po poradě s nymfou Egerií v posvátném háji.
Měl prý jedinou dceru Pompilii a jeho zeť byl budoucí první pontifex maximus Numa Marcius. Jejich syn byl pozdější král Ancus Marcius. Po smrti nebyl Numa spálen, ale pochován v kamenném sarkofágu pod Janiculem. Jeho nástupcem se stal Tullus Hostilius.

## Vliv
O Numovi se často tvrdilo, že byl žákem Pythagorovým, ačkoli už Livius namítá, že ten žil až o dvě století později. Roku 181 př. n. l. byl pod Janiculem objeven hrob s prázdným sarkofágem a kamennou schránkou s nápisem, že obsahuje spisy Numy Pompilia, totiž 7 (nebo 12) latinských svitků o římské bohoslužbě a 7 (nebo 12) řeckých o filosofii. Když si je několik znalých lidí přečetlo, předali je prétorovi a ten usoudil, že by se měly spálit; to se pak rozhodnutím senátu také stalo. Patrně šlo o falsifikovaná zjevení nymfy Egerie, která by mohla narušit náboženský řád města. Na tuto pověst naráží sv. Augustin v knize „O městě Božím“.
Velký zájem o Numu Pompilia jako státníka a zákonodárce začíná ve 12. století u Jana ze Salisbury a pokračuje pak po celé renesanční období. O Numovi psal Francesco Petrarca, Niccolò Machiavelli, Bartolomé de las Casas, Montesquieu i Jean-Jacques Rousseau.